# Мюррей Букчин

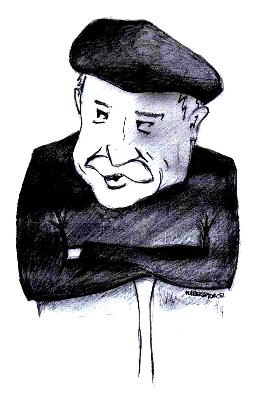

Мю́ррей Бу́кчин (англ. Murray Bookchin, 14 січня 1921 — 30 липня 2006 — американський радикальний соціолог, політичний і соціальний філософ, лібертарний соціаліст, захисник навколишнього середовища, атеїст, оратор і публіцист. Більшу частину свого життя він називав себе анархістом, хоча вже в 1995 році відмовився від своєї ідентифікації з даним рухом. Піонер екологічного руху, Букчин був засновником соціальної екології в рамках лібертарного соціалізму і екологістської думки. Він є автором понад двох десятків книг з питань політики, філософії, історії, питань урбанізації, а також з питань екології.
Букчин був антикапіталістом і красномовним захисником ідей децентралізації та деурбанізації суспільства. Його твори щодо лібертарного муніципалізму, теорії прямої демократії зробили вплив на Зелений рух, а також на антикапіталістичні групи прямої дії, такі як рух «Повернемо собі вулиці». Він був критиком біоцентричних теорій, таких як глибинна екологія (англ. deep ecology) або біоцентристські ідеї соціобіогологів, і його критичні зауваження щодо зелених, прихильників ідей нью-ейджу, наприклад Шарлін Спретнек, стали значним внеском у розвиток американського зеленого руху 1990-х.

## Життя і творчість
Букчин народився в Нью-Йорку в родині російських євреїв-іммігрантів Натана Букчина і Рози Букчиної, і з дитинства був просочений марксистськими ідеями. Він приєднався до Молодих піонерів, молодіжної комуністичної організації, у віці дев'яти років. Він працював на фабриках і став упорядником Конгресу виробничих профспілок США. Наприкінці 1930-х він порвав зі сталінізмом на користь троцькізму, працював з групою, що публікувала періодичне видання Проблеми сучасності (англ. Contemporary Issues). Тоді ж, поступово розчарувавшись в примусі, який він сприймав як звичайну практику марксизму-ленінізму, він стає анархістом, сприяє заснуванню в 1950-х в Нью-Йорку Лібертарної Ліги. Протягом 1950-1960-х років Букчин трудився на багатьох робочих посадах, включаючи урочні роботи, як наприклад залізничним докером. Наприкінці 1960-х він почав викладати у Вільному університеті, контркультурній установі епохи 1960-х, що розташовувався в Манхеттені. Це призвело до зарахування в штат на постійній основі в державному коледжі Рамапо в англ. Mahwah, Нью-Джерсі. У той же самий час у 1971 році він стає співзасновником Інституту соціальної екології (англ. ІСЕ) в коледжі Горрард, в Вермонті.
Його книга англ. Our Synthetic Environment була видана під псевдонімом Льюїс Хербер, за шість місяців до «Мовчазної весни» Рейчел Карсон. У книзі описувався широкий екологічний діапазон, однак вона удостоїлася мало уваги через свій політичний радикалізм. Його інноваційне есе «Екологія і революційна думка» представляло екологію як концепт радикальної політичної ідеї. Інші есе, написані в 1960-і роки, вводили новаторські ідеї екотехнологій. Читаючи лекції по всій території Сполучених Штатів, він допоміг популяризувати поняття екології в контркультуру. Його есе 1969-го року «англ. Listen, Marxist !» попереджало «Студентів за демократичне суспільство» (марно) проти поглинання групою марксистів. Ці та інші важливі есе 1960-х склали антологію «англ. Post-Scarcity Anarchism». У 1982-му році було видано роботу Букчина «Екологія свободи», яка справила величезний вплив на екологічний рух, як у Сполучених Штатах, так і в інших країнах. Він був активним учасником антиядерного «англ. Clamshell Alliance» в Новій Англії, а його лекції в Німеччині серйозно вплинули на засновників німецьких Зелених. У роботі «англ. From Urbanization to Cities» (спочатку виданій під заголовком «англ. The Rise of Urbanization and the Decline of Citizenship») Букчин простежував демократичні традиції, які вплинули на його політичну філософію і визначали реалізацію поняття лібертарного муніципалізма. Багато менша робота «англ. The Politics of Social Ecology», написана його двадцятирічним колегою, Джанет Біль, коротко підсумовує ці ідеї. У 1999-му році Бакчин пориває з анархізмом і переносить свої ідеї в рамки системи місцевого коммуналізму, хоча і продовжував підтримувати свої ідеї про необхідність децентралізації та локалізації населення, влади/грошах/впливі, сільському господарстві, виробництві і т. д.
Крім політичних праць Букчин написав багато про свої філософські ідеї, які він називав діалектичним натуралізмом. Діалектичні роботи Гегеля, які ясно висловлюють філософію, пов'язану з розвитком змін і зростання, здавалося, надали себе органічному, навіть екологічному підходу. Хоча Гегель "мав значний вплив " на Букчина, він ні в якому сенсі не був гегельянцем. Його пізніші філософські роботи акцентуються на гуманізмі, раціоналізмі і ідеалах Просвітництва. Головною з його останніх праць стала Третя Революція, чотиритомна історія з лібертарних імпульсів в європейських і американських революційних рухах.
Після відставку в Рамапо він вирушив з Хобокену, Нью-Джерсі, до Вермонту і присвятив свій час написанню та читанню лекцій по всьому світу. Він продовжував викладати в ІСЕ до 2004 р. Помер Букчин в результаті зупинки серця 30 липня 2006 р. в своєму будинку в Берлінгтоні, Вермонт, у віці 85 років.

## Ідеї

### Соціальна екологія
В есе «Що таке соціальна екологія ?» Букчин підсумовує сенс соціальної екології наступним чином:
|  | Соціальна екологія базується на переконанні, що майже всі наші сучасні екологічні проблеми походять з укорінених соціальних проблем. З цього випливає, з цієї точки зору, що ці екологічні проблеми не можуть бути зрозумілі, вже не кажучи про їх вирішення, без обережного розуміння нашого сучасного суспільства і нелогічності, яка домінує над ним. Уточнимо даний момент: економічний, етнічний, культурний і гендерний конфлікти, серед інших, лежать в центрі найсерйозніших екологічних негараздів, перед якими ми опиняємося сьогодні порізно, звичайно, на відміну від тих, які створюються стихійними лихами . |

Роботи Букчина про соціальну екологію писалися більше ніж протягом 40 років.

### Соціальний анархізм
Букчин виступав з критикою деяких сучасних напрямків анархізму, які він розглядав як анархізм способу життя та який, на його думку, просував індивідуальне задоволення замість революційних соціальних змін. Сюди зокрема входять спрямовані проти технічного прогресу антицивілізаційні уявлення анархо-примітивізму.

### Лібертарний муніципалізм
З 1990-х і далі Букчин ставав все більш і більш переконаний, що центр дії для створення змін повинен знаходитися на муніципальному рівні. В інтерв'ю з Дейвом Венеком в англ. Harbinger в 2001 році він чітко сформулював свої погляди таким чином: «найважливіша проблема полягає в тому, щоб змінити структуру суспільства так, щоб люди отримали владу. Найкращим майданчиком для цього є муніципалітети — міста, селища і села — де у нас є можливість створити пряму демократію». Букчин був першим, хто використав термін «лібертарний муніципалізм» для опису системи, в якій лібертарні установи прямих демократичних зібрань виявляться протиставлені і згодом замінять державу конфедерацією вільних муніципалітетів. Лібертарний муніципалізм призначений створити таку ситуацію, в якій не зможуть співіснувати два типи влади — муніципальні конфедерації і національна держава. Його прихильники вважають, що цими засобами можливо досягти раціонального суспільства, і його структура стане організуючою для суспільства.

## Твори

### Книги (англійською)
- Our Synthetic Environment (1962)
- Post-Scarcity Anarchism (1971 and 2004) ISBN 1-904859-06-2.
- The Limits of the City (1973) ISBN 0-06-091013-5.
- The Spanish Anarchists: The Heroic Years (1977 and 1998) ISBN 1-873176-04-X.
- Toward an Ecological Society (1980) ISBN 0-919618-98-7.
- The Ecology of Freedom: The Emergence and Dissolution of Hierarchy [Архівовано 13 січня 2017 у Wayback Machine.] (1982) ISBN 1-917352-09-2.
- The Modern Crisis (1986) ISBN 0-86571-083-X.
- The Rise of Urbanization and the Decline of Citizenship (1987 and 1992)
- The Philosophy of Social Ecology: Essays on Dialectical Naturalism (1990 and 1996) Montreal: Black Rose Books.
- To Remember Spain [Архівовано 13 жовтня 2011 у Wayback Machine.] (1994) ISBN 1-873176-87-2
- Re-Enchanting Humanity (1995) ISBN 0-304-32843-X.
- The Third Revolution. Popular Movements in the Revolutionary Era (1996—2003) London and New York: Continuum. ISBN 0-304-33594-0. (4 Volumes)
- Social Anarchism or Lifestyle Anarchism: An Unbridgeable Chasm (1997) ISBN 1-873176-83-X.
- The Politics of Social Ecology: Libertarian Municipalism (1997) Montreal: Black Rose Books. ISBN 1-55164-100-3.
- Anarchism, Marxism and the Future of the Left. Interviews and Essays, 1993—1998 (1999) Edinburgh and San Francisco: A.K. Press. ISBN 1-873176-35-X.
- Social Ecology and Communalism, with Eirik Eiglad, AK Press, 2007.

### Перекладені на російську
- В защиту Земли (Defending the Earth): Диалог между М. Букчиным и Д. Форменом [Архівовано 16 серпня 2016 у Wayback Machine.]. (Сокращенный перевод Киевского эколого-культурного центра.) — Киев: Киевский эколого-культурный центр, 2003
- Экология и революционное сознание [Архівовано 9 грудня 2016 у Wayback Machine.] (1964 г.)
- К освободительным технологиям [Архівовано 21 лютого 2014 у Wayback Machine.] (1965 г.)
- Послушай, марксист! [Архівовано 21 лютого 2014 у Wayback Machine.] (Статья Мюррея Букчина «Listen, Marxist!» была написана в 1969 м году и вошла позднее в книгу «Анархизм пост-дефицита» 1971-го года: Bookchin M. Post-scarcity anarchism. — Montreal-Buffalo: Black Rose Books, 1986. P. 193—244)
- Анархия и организация. Письмо «левым» [Архівовано 21 лютого 2014 у Wayback Machine.] // Ситуация № 13, апрель 2006
- Либертарный муниципализм [Архівовано 15 листопада 2016 у Wayback Machine.] // Третий путь № 31
- Муниципализация экономики: общинная собственность
- Мы — зелёные, мы — анархисты [Архівовано 21 листопада 2019 у Wayback Machine.]
- Мы не можем спасти окружающую среду без перестройки общества [Архівовано 14 вересня 2016 у Wayback Machine.] // Третий путь № 36 (статья была написана в 1965 г. под псевдонимом Льюис Хербер)
- Некоторые аспекты стратегии и тактики в деятельности левого и экологического движения на локальном уровне в беседах с «Хранителями радуги». [Архівовано 23 лютого 2014 у Wayback Machine.] — Нижний Новгород: «Третий путь», 1999. — 28 с.
- Откуда мы пришли? Что мы из себя представляем? Куда мы идем? [Архівовано 20 серпня 2016 у Wayback Machine.] (Интервью М. Букчина журналу Kick It Over)
- Социальная экология против глубинной экологии [Архівовано 25 серпня 2016 у Wayback Machine.] (1987 г.)
- Призрак анархо-синдикализма (1992 г.)
- Реконструкция общества. [Архівовано 21 лютого 2014 у Wayback Machine.] — Нижний Новгород: «Третий Путь», 1996. — 190 с.
- Сила разрушающая и сила созидающая // Третий Путь № 21
- Социальный анархизм или анархизм образа жизни? [Архівовано 4 листопада 2016 у Wayback Machine.] - Самоопределение, 2013. - 95 с.
- Фермин Сальвочеа [Архівовано 14 вересня 2016 у Wayback Machine.]
- Экология и революционное сознание [Архівовано 23 лютого 2014 у Wayback Machine.] // Третий путь № 45
- Экология свободы: возникновение и распад иерархии [Архівовано 10 серпня 2016 у Wayback Machine.]
- Экотопия [Архівовано 20 серпня 2016 у Wayback Machine.] // Газета саратовских анархистов № 5, сентябрь 1990

## Про нього
- Мюррей Букчин (биографическая справка)
- Пурчейз, Грэхем. Социальная экология, анархизм и профсоюзное движение [Архівовано 20 серпня 2016 у Wayback Machine.]
- Некролог на сайте «Автономного Действия»[недоступне посилання з липня 2019]
- Зерзан, Джон. Либертарный муниципализм Мюррея Букчина [Архівовано 5 вересня 2013 у Wayback Machine.]
- Рахманинова, Мария. Социальная экология Мюррея Букчина в контексте современности: основные проблемы и векторы [Архівовано 22 серпня 2016 у Wayback Machine.]
- Розенберг Г. С., Розенберг А. Г., Иванов М. Н. Социальная экология М. Букчина - элемент устойчивого развития? [Архівовано 16 вересня 2016 у Wayback Machine.]